# Carl Kühne KG

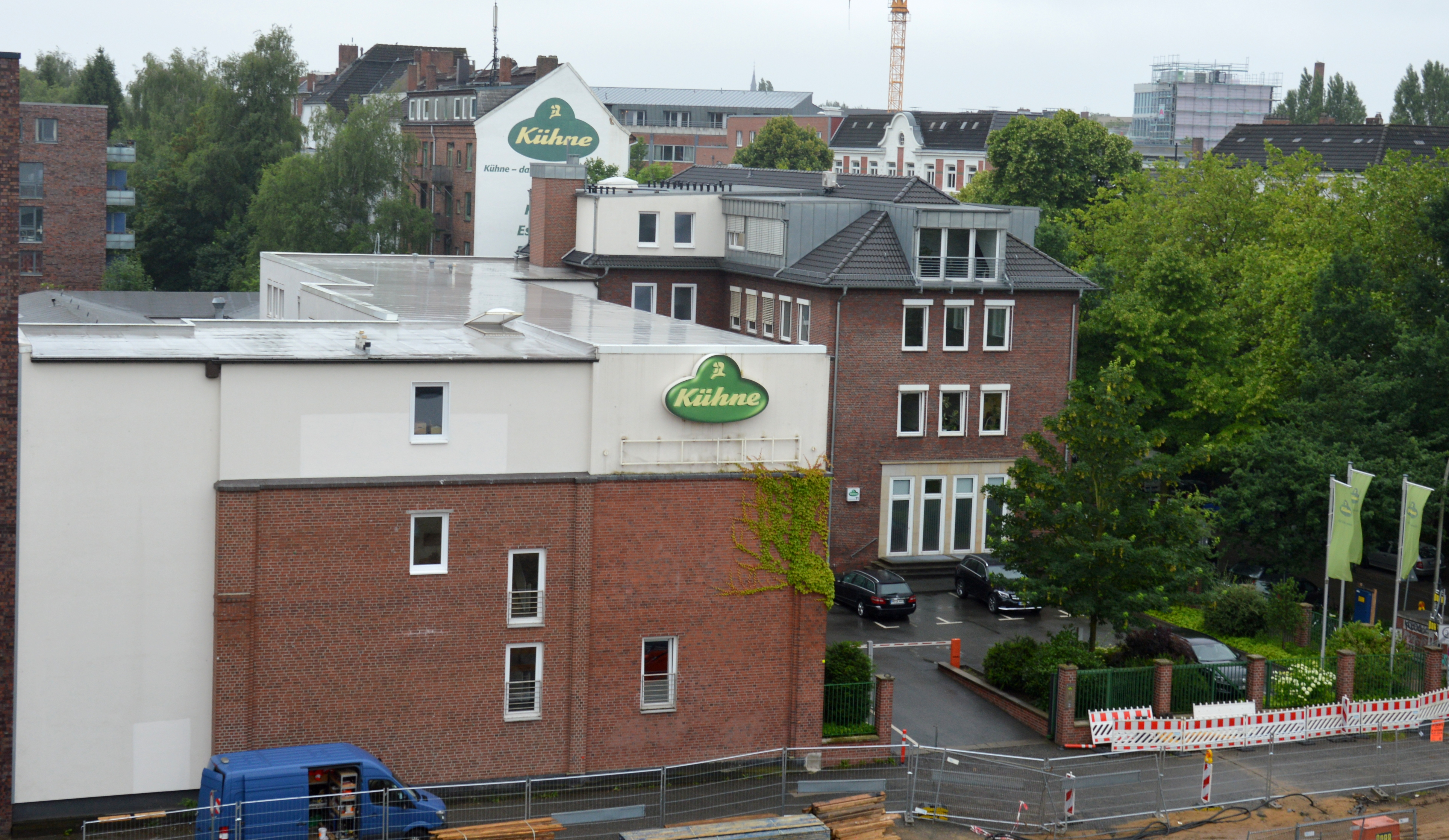
Siège social de Kühne à Hambourg en 2017.

Carl Kühne KG est un fabricant alimentaire allemand créée en 1722 qui produit principalement du vinaigre et de la charcuterie. En tant que l'un des plus grands producteurs de vinaigre, de cornichon et de moutarde en Europe, l'entreprise familiale vend ses produits dans plus de 50 pays. En plus de l'offre pour le consommateur final, Kühne fournit également le marché de la gastronomie et l'industrie alimentaire. Deux tiers des ventes sont réalisées sur le marché intérieur et un tiers à l'étranger.

## Données de l'entreprise

### Employés
Le siège social de Carl Kühne KG avec 150 employés se trouve à Hambourg. La direction est composée d'Alexander Kühnen (Président), Christian Strey (Finance et IT) et Heiner Opdenfeld (Supply Chain),,,.

### Sites de production
Les usines de production en Allemagne sont réparties sur Berlin, Cuxhaven, Hagenow, Sennfeld près de Schweinfurt, Hamm et Herongen près de Streels. En dehors de l'Allemagne, la production a lieu en France (Dijon), en Pologne (Wałbrzych) et en Turquie (Izmir).
En 2001, le site de Cuxhaven est abandonné.

## Marques
Outre la marque Kühne, le groupe d'entreprises comprend également les marques suivantes :
- Européenne de Condiments/"Moutarde" ; anciennement Bornier (France)/("Pikarome")
- Gundelsheim (exportation)
- Friedrich Kauffmann ("Kressi")
- Luycks (Benelux)
- TONOLI [5] épicerie fine (sous la raison sociale "Gritto-Werke, 19230 Hagenow" ; d.W. comme "Gritto GmbH, Kuehnehöfe 11, 22761 Hambourg")
- Uyttewaal (Benelux)
- Téméraire (France)